# Herbert H. Klement
Herbert H. Klement (* 1949 in Rendsburg) ist Theologe und emeritierter Professor für Altes Testament an der Staatsunabhängigen Theologischen Hochschule Basel.

## Leben
Herbert Klement studierte von 1971 bis 1976 Theologie an der Staatsunabhängigen Theologischen Hochschule Basel, 1974/75 an der Philipps-Universität in Marburg und 1986/87 an der Ruhr-Universität in Bochum. Es folgten 1989/90 Studien in Akkadisch und Ägyptologie an der Friedrich-Wilhelms-Universität in Bonn und von 1990 bis 1996 in England (Wycliffe Hall, Oxford, in Verbindung mit der Universität Coventry), wo er 1996 mit seiner Dissertation zu 2 Samuel 21–24: Context Structure and Meaning promovierte.
Von 1976 bis 1989 war er Landesjugendreferent im Rheinisch-Westfälischen EC-Jugendverband, von 1990 bis 1996 Studienleiter und Dozent für Altes Testament am Bibelseminar Wuppertal.
Ab 1997 ist er Dozent und ab 1999 bis heute Professor der Evangelisch-Theologischen Fakultät in Leuven, Belgien. Von Oktober 2005 bis zu seiner Emeritierung im Mai 2015 war er in Nachfolge von Samuel R. Külling Professor und Fachbereichsleiter für Altes Testament an der Staatsunabhängigen Theologischen Hochschule Basel und hatte den Vorsitz der damals neu gegründeten Doktoratskommission inne.
Als Gastdozent für Altes Testament ist er an der Freien Theologischen Hochschule Gießen (FTH) und im Forum Wiedenest tätig.
Daneben ist Klement seit 1989 Mitglied und von 1997 bis 2015 theologischer Referent und im Vorstand des Arbeitskreises für evangelikale Theologie (AfeT) in Verbindung mit der Deutschen Evangelischen Allianz und war 1991 Mitgründer der Facharbeitsgruppe Altes Testament (FAGAT). Seit 1989 ist er Mitglied der Fellowship of European Evangelical Theologians (FEET), von 2002 bis 2010 im geschäftsführenden Vorstand. Klement war außerdem im Jahr 2008 Mitbegründer und bis 2014 auch Mitherausgeber der Buchreihe „Studien zu Theologie und Bibel“ (STB) beim Lit Verlag.

## Werke
- II Samuel 21 – 24. Context, Structure and Meaning in the Samuel Conclusion. Lang, Frankfurt a. M. 2000, ISBN 978-3-631-35710-1 (Dissertation).
- Lexikalischer Sprachschlüssel AT (in: Elberfelder Studienbibel AT). SCM R. Brockhaus, Wuppertal 2001, ISBN 978-3-417-25712-0.
- Freude an Gottes Weisung: Themenbuch zur Theologie des Alten Testaments, Verlag arteMedia, 2012, ISBN 978-3-905290-67-7.
- Gott erkennen, Menschen verstehen: Alttestamentliche Linien zur Lehre von Gott und zur Anthropologie, Studien zu Theologie und Bibel Bd. 15. Lit-Verlag, Münster/Zürich, 2016, ISBN 978-3-643-80219-4.

als Mitautor
- mit Rolf Hille: Ein Mensch – Was ist das? Zur theologischen Anthropologie, Brunnen Verlag (Gießen) 2004, ISBN 978-3-7655-9483-0.
- Themenbuch zur Theologie des Alten Testaments, SCM R. Brockhaus, Wuppertal 2007, ISBN 978-3-417-29545-0.

als Herausgeber
- Theologische Wahrheit und die Postmoderne, SCM R. Brockhaus, Wuppertal 2000, ISBN 978-3-417-29439-2.
- Evangelisation im Gegenwind. Zur Theologie und Praxis der Glaubensverkündigung in der säkularen Gesellschaft, Brunnen Verlag, Gießen 2002, ISBN 3-7655-9472-5.

## Festschrift
- Harald Seubert, Jacob Thiessen: Die Königsherrschaft Jahwes. Festschrift zur Emeritierung von Herbert H. Klement, Studien zu Theologie und Bibel 13, LIT, Münster 2015, ISBN 978-3-643-80199-9.